# Centre franco-autrichien pour le rapprochement en Europe
Le Centre franco-autrichien pour le rapprochement en Europe (CFA) est une institution intergouvernementale qui constitue un important ressort du dialogue bilatéral entre la France et l'Autriche. Le Centre organise principalement des séminaires de travail et des conférences internationales sur des thèmes liés à la problématique de l’élargissement de l'Union européenne et la coopération franco-autrichienne dans un cadre européen.

## Histoire
Le Centre franco-autrichien pour le rapprochement en Europe (CFA) a été fondé en 1978 par les chefs de gouvernement autrichien et français : Bruno Kreisky et Jacques Chirac. Ces derniers étaient convaincus que la France et l’Autriche, du fait de leurs caractéristiques historiques et géostratégiques, pouvaient contribuer ensemble à la construction d’une Europe de paix. Ils imaginèrent alors une forme de coopération destinée à promouvoir les contacts et le dialogue entre l’Est et l’Ouest du continent, ainsi que la France et l’Autriche.
Après la chute du rideau de fer en 1989 et les bouleversements qui suivirent, le CFA a vu son domaine d’intervention s’élargir. Désormais il lui était possible de soutenir les aspirations des nouvelles démocraties d’Europe centrale et orientale à prendre part à l’aventure européenne. La Pologne, les Républiques tchèque et slovaque, la Slovénie, la Hongrie, les pays Baltes, ainsi que la Roumanie et la Bulgarie trouvèrent dans le Centre des interlocuteurs désireux de les accompagner dans leur processus respectif de rapprochement avec l’Union européenne. Un vaste forum favorisant les échanges d’idées et d’expériences s’organisa, en collaboration avec la Commission européenne, afin que les pays candidats puissent peu à peu surmonter les difficultés politiques et économiques entravant leur intégration. Ce regard partagé que portent la France et l’Autriche sur la partie centrale et orientale de l'Europe va de pair avec le développement de nouvelles formes de coopération entre les deux pays, et le rapprochement de leur diplomatie et de leur économie.
Depuis 2004 et l’intégration dans l’Union européenne de huit nouveaux membres d’Europe centrale et orientale (PECO), le Centre Franco-Autrichien s’est résolument tourné vers les nouveaux voisins de l’Union, et tout particulièrement vers les Balkans de l’Ouest, qui envisagent leur avenir dans une perspective européenne. Néanmoins, cette coopération franco-autrichienne, qui a fait ses preuves en Europe centrale et orientale, et également servi les intérêts des deux pays, amène le Centre à renforcer son implication dans ses relations bilatérales. Des initiatives devraient donc prochainement contribuer à approfondir le dialogue entre l’Autriche et la France à différents niveaux économiques, politiques, sociaux et culturels et au travers de nouveaux thèmes.

## Activités
Le CFA permet ainsi depuis près de trente ans aux responsables politiques, aux acteurs de la vie économique, culturelle et universitaire issus de France, d'Autriche, et d'Europe centrale et orientale - nouveaux membres de l'UE ou pays-candidats - ainsi qu'à des représentants des institutions européennes, de se rencontrer directement et de proposer ensemble des solutions possibles aux problèmes européens contemporains.
Pour l'organisation de ces rencontres, le CFA travaille en étroite collaboration avec son partenaire français, l'Institut français des relations internationales (IFRI), à Paris. Selon les thèmes abordés par les conférences, séminaires et autres rencontres, le CFA fait également appel à la Commission européenne, aux services gouvernementaux français et autrichien, ou à d’autres organisations européennes et internationales telles que le Conseil de l'Europe, l'OSCE, l'OCDE ou l'ONU. Le Centre se réunit alors à Vienne, Paris ou dans une capitale d'Europe centrale et orientale.
Le président actuel du CFA est Thierry de Montbrial (directeur de l'IFRI), et le secrétaire général est Peter Jankowitsch (ancien ministre autrichien des Affaires étrangères et ancien représentant de l'Autriche à l'ONU).

## Exemples de conférences internationales organisées par le Centre
- La coopération franco-autrichienne dans le domaine de l'énergie et la politique énergétique de l'UE, Paris, 26 et 27 novembre 2007[6].
- Migrations et intégration en France et en Autriche dans un contexte européen : nouveaux enjeux, nouveaux défis, Vienne, 4 et 5 octobre 2007[7],[8].
- Le développement économique et social en Bosnie-Herzégovine, Sarajevo, 11 et 12 juin 2007[9].
- Le développement économique et social au Kosovo : un enjeu pour la stabilisation politique des Balkans de l’Ouest, Ljubljana, 19 et 20 juin 2006[10],[9].